# Pinamungajan
Pinamungajan est une municipalité de la province de Cebu, au centre-ouest de l'île de Cebu, aux Philippines.

## Généralités
Elle est entourée des municipalités de Aloguinsan au sud, Toledo au nord, San Fernando-Naga à l'est, et du Détroit de Tañon à l'ouest.
Elle est administrativement constituée de 26 barangays (quartiers/districts/villages) :
- Anislag
- Anopog
- Binabag
- Buhingtubig
- Busay
- Butong
- Cabiangon
- Camugao
- Duangan
- Guimbawian
- Lamac
- Lut-od
- Mangoto
- Opao
- Pandacan
- Poblacion
- Punod
- Rizal
- Sacsac
- Sambagon
- Sibago
- Tajao
- Tangub
- Tanibag
- Tupas
- Tutay

Sa population en 2019 est d'environ 70 000 habitants.